# 바이오웨어
바이오웨어는 1995년 2월에 설립된 캐나다 게임 개발 업체이다. 바이오웨어는 PC와 콘솔용 게임을 개발하며, 컴퓨터 롤플레잉 게임, 발더스 게이트나 네버윈터 나이츠와 같이 크게 성공한 게임으로 인해 유명해졌다. 또한 스타워즈: 구공화국의 기사단, 제이드 엠파이어, 매스 이펙트, 드래곤 에이지: 오리진과 같은 콘솔게임도 개발했다. 드래곤 에이지: 오리진은 콘솔과 PC용으로 동시개발되었으며, 제이드 엠파이어, 스타워즈: 구공화국의 기사단, 매스 이펙트는 발매된 후에 PC용으로 이식되었다.

## 회사 연혁
바이오웨어는 1995년에 3명의 앨버타 의과 대학 동기, 레이 뮤지카(Ray Muzyka), 그렉 제슈크(Greg Zeschuk), 그리고 어거스틴 입(Augustine Yip)에 의해 설립되었다. 10여 년 동안의 독립회사 기간에, 바이오웨어는 섀터드 스틸, 발더스 게이트 시리즈, MDK2, 네버윈터 나이츠, 스타워즈: 구공화국의 기사단, 그리고 제이드 엠파이어를 개발했다.
2007년, 바이오웨어는 SF RPG인 매스 이펙트를 출시했다. 그 다음 해에는, 소닉 크로니클: 더 다크 브라더후드를 회사 최초로 휴대용 플랫폼(닌텐도 DS)으로 출시했다. 2009년 말에는 판타지 RPG인 드래곤 에이지: 오리진을 발매했다.
바이오웨어는 현재 최소한 3개의 새로운 프로젝트를 진행하고 있다. MMORPG인 스타워즈: 구공화국은, 바이오웨어의 전 스타워즈 프랜차이즈에 기반을 두고 있다. 비록 바이오웨어가 루커스아츠와의 연합을 2007년 10월에 발표하긴 했지만, 게임 자체는 2008년 10월 21일에 발표되었다. 또 다른 프로젝트는 매스 이펙트 2이며, 다른 하나는 아직 자세한 사항이 공개되지 않았다.
회사의 성장은 바이오웨어가 두개의 다른 스튜디오를 고향인 에드먼턴 밖에 짓는 계기가 되었다. 하나는, 텍사스주의 오스틴에 위치해 있고, MMORPG 프로젝트에 참가한다. 다른 하나는 몬트리올에 위치하고 있으며, 존재하는 프로젝트를 보조한다.

## 게임
| 제목                                      | 발매년도 | 비고                                               |
| ----------------------------------------- | -------- | -------------------------------------------------- |
| 섀터드 스틸                               | 1996년   |                                                    |
| 발더스 게이트                             | 1998년   |                                                    |
| 발더스 게이트: 테일즈 오브 더 소드 코스트 | 1999년   | 발더스 게이트의 확장팩                             |
| MDK2                                      | 2000년   |                                                    |
| 발더스 게이트 II: 섀도우 오브 암          | 2000년   |                                                    |
| 발더스 게이트 II: 쓰론 오브 바알          | 2001년   | 발더스 게이트 II의 확장팩                          |
| 네버윈터 나이츠                           | 2002년   |                                                    |
| 네버윈터 나이츠: 섀도우 오브 언드렌타이드 | 2003년   | 네버윈터 나이츠의 확장팩                           |
| 네버윈터 나이츠: 호드 오브 언더다크       | 2003년   | 네버윈터 나이츠의 확장팩                           |
| 스타워즈: 구공화국의 기사단               | 2003년   |                                                    |
| 제이드 엠파이어                           | 2005년   |                                                    |
| 매스 이펙트                               | 2007년   |                                                    |
| 소닉 크로니클: 더 다크 브라더후드         | 2008년   |                                                    |
| 매스 이펙트: 갤럭시                       | 2009년   |                                                    |
| 드래곤 에이지: 오리진                     | 2009년   |                                                    |
| 매스 이펙트 2                             | 2010년   |                                                    |
| 드래곤 에이지: 오리진 - 어웨이크닝        | 2010년   | 2010년 3월 16일 - '드래곤 에이지: 오리진'의 확장팩 |
| 스타워즈: 구공화국                        | 2011년   | 개발중                                             |
| 드래곤 에이지 2                           | 2011년   |                                                    |
| 매스 이펙트 3                             | 2012년   |                                                    |
| 드래곤 에이지: 인퀴지션                   | 2014년   |                                                    |
| 매스 이펙트: 안드로메다                   | 2017년   |                                                    |

## 수상
게임분야의 상 외에도, 바이오웨어는 비즈니스와 관련된 상도 몇 개 받았다.
- Profit 100 - 캐나다에서 가장 빠르게 성장한 기업 2005 (81위)
- 2008년 10월, 바이오웨어는 미디어콥 캐나다(Mediacorp Canada Inc.)에 의해 "Alberta's Top Employers"에 뽑혔고, 이 사실은 캘거리 헤럴드(Calgary Herald)[9]와 에드먼턴 저널(Edmonton Journal)이 보도했다.[10][11]

모든 수상경력은 바이오웨어의 웹사이트에서 찾을 수 있다.

## 같이 보기
- 블랙 아일 스튜디오
- 트로이카 게임즈
- 옵시디언 엔터테인먼트